# Pasărea albastră (film din 1918)
Pasărea albastră (titlu original: The Blue Bird) este un film american mut alb-negru fantastic din 1918 regizat de Maurice Tourneur sub auspiciile producătorului Adolph Zukor. Rolurile principale au fost interpretate de actorii Tula Belle și Robin Macdougall. Scenariul este scris de Maurice Maeterlinck pe baza piesei sale de teatru L'Oiseau bleu (Pasărea albastră) din 1909.

## Prezentare
Atunci când bietul bătrân văduv Berlingot îi întreabă pe Tyltyl și pe Mytil, fiul mai tânăr și fiica vecinilor săi mai bogați, dacă vor să-i împrumute pasărea lor de companie pentru a-și înveseli fiica bolnavă, Mytyl îl refuză cu egoism. În acea noapte, când copiii dorm, zâna Bérylune intra în casă lor cu chipul lui Berlingot, înainte de a se transforma în adevărata sa înfățișare frumoasă. Ea insistă ca cei mici să caute pasărea albastră a fericirii. Ea îi dă lui Tyltyl o pălărie magică care are puterea să-i arate interiorul lucrurilor. Drept urmare, sufletele din foc, apă, lumină, pâine, zahăr și lapte devin personificate, iar câinele și pisica lor de companie pot vorbi acum cu stăpânii lor. Înainte ca toți să-și dea seama, Bérylune îi avertizează pe copii că noii lor tovarăși vor pieri, odată ce căutarea lor este dusă la bun sfârșit.
Prin urmare, zâna îi duce prin diferite locuri pentru a căuta pasărea fericirii. La Palatul Nopții, pisica trădătoare o avertizează pe Maica Nopții, după ce a auzit profeția zânei. Câinele îl salvează pe Tyltyl de unul dintre pericolele de la palat. Într-un cimitir, morții se trezesc la miezul nopții, iar Tyltyl și Mytil se reîntâlnesc cu bunica, bunicul și frații lor. Ei primesc o pasăre albastră, dar când ei pleacă, pasărea dispare. Apoi, ei vizitează Palatul Fericirii. După ce au văzut diverse bucurii și fericiri mai mici, le este prezentată cea mai mare dintre ele: iubirea maternă sub forma propriei lor mame. În cele din urmă, sunt transportați în Regatul Viitorului, unde copiii așteaptă să se nască, inclusiv fratele lor nenăscut. Nicăieri nu găsesc însă pasărea albastră.  
După ce se întorc acasă cu mâna goală, cei doi copii văd că pasărea s-a aflat tot timpul într-o colivie în casa lor. Mytil îi dă pasărea lui Berlingot care se întoarce puțin mai târziu cu fiica sa, care acum se simte bine. Cu toate acestea, pasărea scapă din mâinile fiicei și zboară. Tyltyl o consolează  pe fata din vecini, apoi se întoarce către public și cere spectatorilor să caute păsări albastre acolo unde o să le găsească cel mai probabil: în casele lor.

## Distribuție
- Tula Belle - Mytyl
- Robin Macdougall - Tyltyl
- Edwin E. Reed - Daddy Tyl
- Emma Lowry - Mummy Tyl
- William J. Gross - Grandpa Gaffer Tyl
- Florence Anderson - Granny Tyl
- Edward Elkas - Widow Berlingot
- Katherine Bianchi - Widow Berlingot's Daughter
- Lillian Cook - Fairy Bérylune
- Gertrude McCoy - Light
- Lyn Donelson - Night
- Charles Ascot - Dog
- Tom Corless - Cat
- Mary Kennedy - Water
- Eleanor Masters - Milk
- Charles Craig - Sugar
- Sammy Blum - Bread
- S.E. Potapovitch - Fire
- Rose Rolanda

## Producție
Filmul a fost turnat în Fort Lee, New Jersey; multe dintre primele studiouri de film din cadrul  industrii cinematografice americane timpurii aveau baza acolo la începutul secolului al XX-lea.

## Lansare și primire
A avut premiera la 31 martie 1918 și a fost distribuit de Paramount Pictures.
În 2004, filmul a fost selectat pentru a fi păstrat în Registrul de Film al Statelor Unite de către Biblioteca Congresului Statelor Unite ale Americii ca fiind „semnificativ din punct de vedere cultural, istoric sau estetic”..